# Cheshmeh Anār-e Soflá
Cheshmeh Anār-e Soflá (persiska: چم نار سفلی, Cham Anār-e Soflá, Cham Nār-e Soflá, چشمه انار سفلی) är en ort i Iran.   Den ligger i provinsen Ilam, i den västra delen av landet, 500 km sydväst om huvudstaden Teheran. Cheshmeh Anār-e Soflá ligger 891 meter över havet och antalet invånare är 424.
Terrängen runt Cheshmeh Anār-e Soflá är huvudsakligen kuperad. Cheshmeh Anār-e Soflá ligger nere i en dal. Runt Cheshmeh Anār-e Soflá är det glesbefolkat, med 15 invånare per kvadratkilometer. Närmaste större samhälle är Arakvāz-e Malekshāhī, 14,4 km norr om Cheshmeh Anār-e Soflá. Omgivningarna runt Cheshmeh Anār-e Soflá är i huvudsak ett öppet busklandskap.